# Amqui
Amqui ist eine Stadt in der kanadischen Provinz Québec.
Sie wurde 1848 gegründet und hatte im Jahr 2016 6178 Einwohner. Amqui liegt im Tal des Rivière Matapédia unterhalb des westlich gelegenen Lac Matapédia in den nördlichen Appalachen. Die Stadt gehört zur regionalen Grafschaftsgemeinde La Matapédia.
Die Route 132 führt in West-Ost-Richtung durch Amqui; außerdem gibt es einen Bahnhof.
Am 13. März 2023 tötete ein 39-jähriger Kfz-Lenker mittels Pick-Up-Truck auf 900 Meter Fahrt auf Gehsteig und Fahrbahn 2 Personen und verletzte 9 weitere.

## Geographie

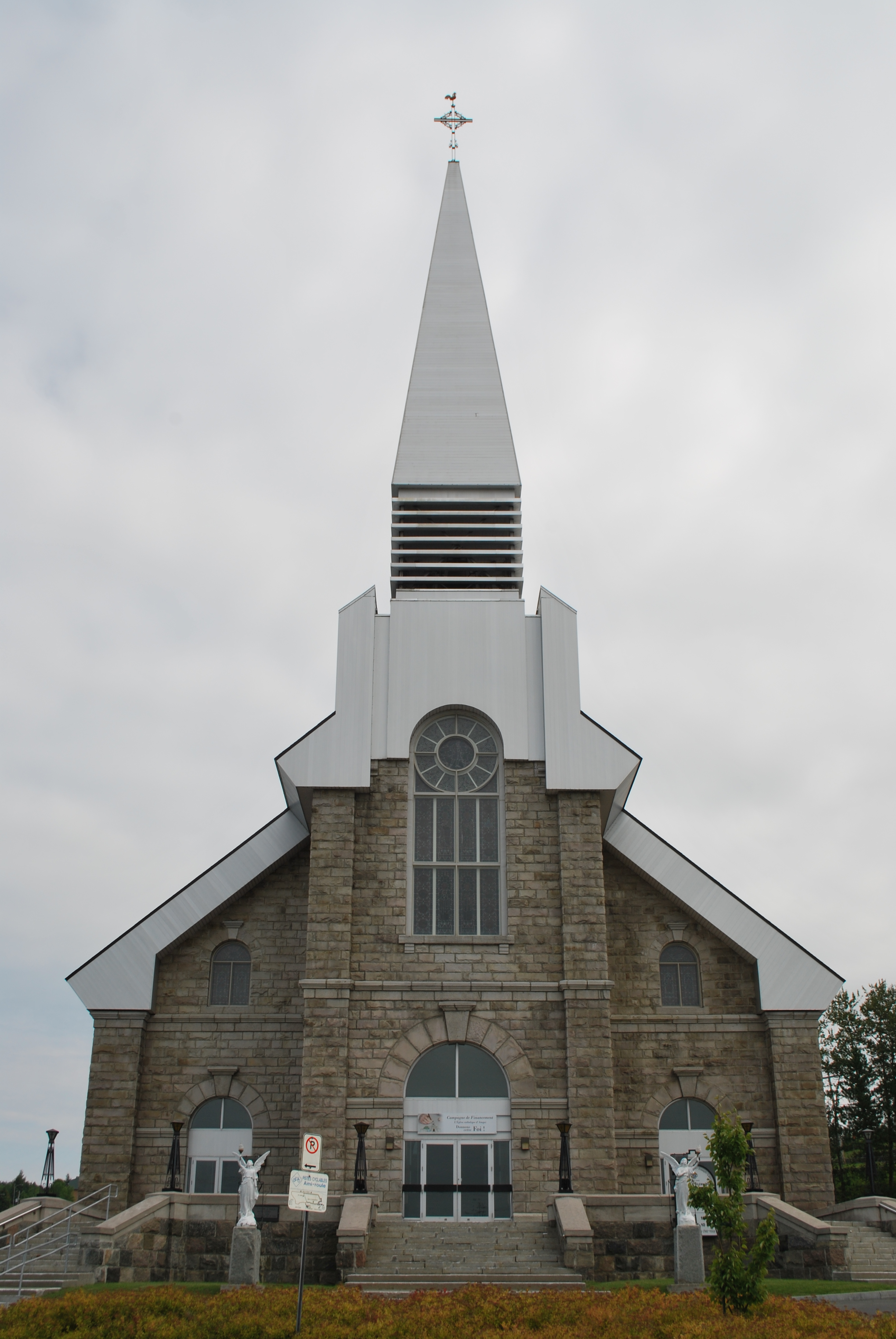
Die Kirche von Amqui

Amqui liegt auf der Südseite des Sankt-Lorenz-Stromes, etwa 416 km nordöstlich der Provinzhauptstadt Québec und 320 km westlich von Gaspé. Die bedeutenderen Städte in der Nähe sind das 94 km entfernte Rimouski, das 74 km weiter westlich gelegene Mont-Joli, Matane (64 km nördlich von Amqui) und 30 km weiter nach Osten Sayabec.

## Söhne und Töchter der Stadt
- Louis Lévesque (1908–1998), römisch-katholischer Geistlicher, Erzbischof von Rimouski 1967–1973
- Roland Lebrun (1919–1980), Singer-Songwriter
- Joseph Marie Régis Belzile (1931–2018), Ordensgeistlicher und römisch-katholischer Bischof von Moundou im Tschad
- Raymond Dumais (1950–2012), römisch-katholischer Geistlicher, Bischof von Gaspé 1993–2001
- Sébastien Caron (* 1980), Eishockeytorwart